# فاضل سايسوس
فاضل سايسوس (بالإندونيسية: Fadhil Sausu) (19 أبريل 1985 ببالو في إندونيسيا - ) هو لاعب كرة قدم إندونيسي في مركز الظهير. لعب مع بالي يونايتد وBontang F.C. ‏ وPersik Kediri ‏ وميترا كوكار ‏.

## روابط خارجية
- فاضل سايسوس على موقع قاعدة بيانات كرة القدم.إي يو (الإنجليزية)
- فاضل سايسوس على موقع ناشيونال فوتبول تيمز (الإنجليزية)
- فاضل سايسوس على موقع Soccerway.com (الإنجليزية)